# هولاند (ماساتشوستس)
هولاند (بالإنجليزية: Holland, Massachusetts)‏ هي بلدة أمريكية تقع في الولايات المتحدة في مقاطعة هامبدن (ماساتشوستس). يقدر عدد سكانها بـ 2,407 نسمة ومساحتها 33.9 كم2 وترتفع عن سطح البحر 226 متر.

## أعلام
- جورج هنري شابمان